# Carlos Rojas Gutiérrez
Carlos Rojas Gutiérrez (Ciudad de México, 4 de noviembre de 1954-Ciudad de México, 17 de enero de 2024) fue un político e ingeniero mexicano, miembro del Partido Revolucionario Institucional. Entre varios cargos públicos, se desempeñó como secretario de Desarrollo Social de 1993 a 1998 durante los gobiernos de Carlos Salinas de Gortari y Ernesto Zedillo.

## Biografía
Ingeniero industrial, egresado por la Facultad de Ingeniería de la Universidad Nacional Autónoma de México (UNAM), misma institución de la que fue profesor e investigador de 1977 a 1978.
Fue miembro del PRI desde 1979, y entre ese mismo año y 1980 fue coordinador del Centro Indigenista de Hopelchén, Campeche y de 1980 a 1983 fue director del Centro Indigenista de Huayacocotla, Veracruz. En 1982 en la campaña presidencia de Miguel de la Madrid fue coordinador de foros sobre prioridades nacionales.
Al asumir la presidencia el 1 de diciembre de 1982 De la Madrid nombró a Carlos Salinas de Gortari titular de la Secretaría de Programación y Presupuesto y en 1983 Carlos Rojas ingresó a dicha secretaría, ocupando los siguientes cargos: en 1983 fue director del programa de atención a zonas marginadas, en 1984 director de operación regional sur, en 1985 coordinador de asesores del subsecretario de desarrollo regional Manuel Camacho Solís, en 1986 coordinador de los programas de descentralización de la administración pública federal, y ese mismo año, al dejar Camacho Solís la subsecretaría para ser secretario de Desarrollo Urbano y Ecología, lo sucedió como subsecretario de Desarrollo Regional hasta 1987, ese año dejó el cargo para integrarse a la campaña presidencial de Carlos Salinas, como coordinador de eventos especiales en campañas presidenciales en el comité nacional del PRI.
El 1 de diciembre de 1988 Carlos Salinas de Gortari asumió la presidencia de México y nombró a Carlos Rojas como coordinador general del Programa Nacional de «Solidaridad», insignia de su gobierno y orientado a mejorar las condiciones de vida de la población; primero estuvo ubicado bajo la secretaría de Programación y Presupuesto cuyo titular era Ernesto Zedillo y a partir de 1993 pasó a la nueva secretaría de Desarrollo Social, bajo su titular Luis Donaldo Colosio. El 28 de noviembre de 1993 Colosio dejó la secretaría al ser postulado candidato del PRI a presidente de México y el mismo día Salinas nombró a Carlos Rojas como titular de la secretaría hasta el fin de su gobierno y fue ratificado al frente de la misma a partir del 1 de diciembre de 1994 por el nuevo presidente Ernesto Zedillo. 
Permaneció al frente de la secretaría hasta renunciar en 1998 al ser nombrado secretario general del comité nacional del PRI siendo presidente del mismo Mariano Palacios Alcocer, durante este periodo se enfrentó con el entonces gobernador de Quintana Roo, Mario Villanueva Madrid, señalado de vínculos con el narcotráfico. Dejó la secretaría general el 31 de marzo de 1999, para ser secretario adjunto a la presidencia y ser coordinador de participación en la precampaña presidencial y del programa las Causas de la Nación en la campaña presidencia de Francisco Labastida Ochoa. En las elecciones de 2000 resultó elegido senador por lista nacional para las Legislaturas LVIII y LIX que concluyeron en 2006. En el Senado fue presidente de la comisión de Desarrollo Regional; secretario de la comisión de Relaciones Exteriores Europa y África; e integrante de las comisiones de Asuntos Indígenas, de Desarrollo Social; y de la Bicameral de Concordia y Pacificación (COCOPA).
Al terminar el cargo como senador, fue elegido diputado federal por el principio de representación proporcional a la LX Legislatura de 2006 a 2009, ahí fue integrante de las comisiones de Agricultura y Ganadería; de Defensa Nacional; de Presupuesto y Cuenta Pública; y, del comité del Centro de Estudios Sociales y de Opinión Pública. En 2008 fue secretario de asuntos y desarrollo metropolitano del comité nacional del PRI y en 2009 se desempeñó como delegado especial en el municipio de Chalco, Estado de México, en donde logró el triunfo de los candidatos del PRI dicho año. Al año siguiente en 2010, fue coordinador de la campaña de Mariano González Zarur a gobernador de Tlaxcala, logrando igualmente el triunfo. El 10 de enero de 2012 fue nombrado director general del Fondo Nacional de Apoyo para las Empresas de Solidaridad (FONAEX), que posteriormente se transformó en el Instituto Nacional de Economía Social, por el secretario de Economía, Ildefonso Guajardo Villarreal en el gobierno de Enrique Peña Nieto.
Su hermano, Francisco Rojas Gutiérrez también ha ocupado importantes cargos en el gobierno federal. Carlos Rojas padeció cáncer durante los últimos dos años de su vida, falleciendo en la Ciudad de México el 17 de enero de 2024.